# Cheilinus chlorourus
Cheilinus chlorourus (Bloch, 1791) è un pesce marino appartenente alla famiglia Labridae che vive nelle zone tropicali dell'Indo-Pacifico.

## Distribuzione e habitat
Proviene dalle barriere coralline dell'oceano Pacifico e dell'oceano Indiano; si trova dalle Isole Marchesi, Ryūkyū, Nuova Caledonia, Tuamotu, Chagos, Seychelles, Aldabra e dalle coste dell'Africa orientale, in particolare di Mozambico, Sudafrica e Somalia. Nuota fino a 30 m di profondità ed è comune nelle aree ricche di coralli, soprattutto se il fondo è sabbioso,  invece è più raro nelle praterie di fanerogame marine.

## Descrizione
Il profilo della testa è appuntito, soprattutto negli esemplari più giovani, e il corpo è leggermente compresso ai lati. La colorazione è prevalentemente grigiastra, o tendente al verde, con moltissimi puntini chiari e aree irregolari più scure su tutto il corpo. Occasionalmente si possono trovare esemplari rossastri. L'occhio è verdastro con spesso striature rosse. Le pinne sono dello stesso colore del corpo, ma sulla pinna caudale a volte è presente una fascia bianca. Somiglia molto a C. trilobatus.
Una caratteristica che permette di distinguere abbastanza facilmente i maschi adulti è proprio la pinna caudale, che presenta i raggi esterni più allungati mentre ha il margine arrotondato negli esemplari femminili. La lunghezza massima registrata è di 45 cm.

## Biologia

### Comportamento
Gli esemplari giovani sono difficili da trovare anche per i predatori, in quanto passano la maggior parte del tempo nascosti tra i coralli. Hanno abitudini simili a Labrichthys unilineatus.

### Alimentazione
La sua dieta, prevalentemente carnivora, è composta soprattutto da varie specie di invertebrati acquatici come crostacei, in particolare gamberi, isopodi, granchi, anfipodi (Gammaridea), echinodermi, come ofiure, molluschi gasteropodi e chitoni e vermi policheti.

### Riproduzione
È un pesce oviparo e la fecondazione è esterna. Non vi sono cure verso uova e avannotti.

## Conservazione
Questa specie viene pescata molto saltuariamente ed è diffusa in diverse aree protette, quindi la lista rossa IUCN la classifica come "a rischio minimo" (LC).